# Wildwasserrennsport-Weltmeisterschaften 1996
Die 20. Kanu-Wildwasserrennsport-Weltmeisterschaften fanden im Juni 1996 statt. Sie wurden im österreichischen Landeck ausgetragen.
Im Einzelnen wurden folgende Ergebnisse erzielt.

## Ergebnisse

### Nationenwertung
| Platz  | Land        | Gold | Silber | Bronze | Gesamt |
| ------ | ----------- | ---- | ------ | ------ | ------ |
| 1      | Deutschland | 3    | 2      | 2      | 7      |
| 2      | Italien     | 2    | 1      | 2      | 5      |
| 3      | Frankreich  | 1    | 4      | 1      | 6      |
| 4      | Slowakei    | 1    | –      | 2      | 3      |
| 5      | Österreich  | 1    | –      | 1      | 2      |
| 6      | Slowenien   | –    | 1      | –      | 1      |
| Gesamt | Gesamt      | 8    | 8      | 8      | 24     |

### Männer

#### Einer-Kajak
| Platz | Land | Sportler              | Zeit          |
| ----- | ---- | --------------------- | ------------- |
| 1     | GER  | Markus Gickler (Köln) | 11:57,65 Min. |
| 2     | ITA  | Robert Pontarollo     | 11:59,44 Min. |
| 3     | GER  | Axel Lehmacher (Köln) | 11:59,69 Min. |
| –     | –    | –                     | –             |
| 6     | GER  | Kölmann (Düsseldorf)  | 12:03,52 Min. |
| 10    | GER  | Kirn (Oberkirchberg)  | 12:11,05 Min. |

#### Einer-Canadier
| Platz | Land | Sportler               | Zeit     |
| ----- | ---- | ---------------------- | -------- |
| 1     | ITA  | Vlado Panato           | 12:31,46 |
| 2     | GER  | Olaf Schwarz (Hamburg) | 12:34,55 |
| 3     | ITA  | Mirko Spelli           | 12:42,58 |
| -     | -    | -                      | -        |
| 12    | GER  | Stiefenhöfer (Köln)    | 12:56,55 |
| 22    | GER  | Libuda (Hamburg)       | 13:19,17 |

#### Zweier-Canadier
| Platz | Land | Sportler                      | Zeit     |
| ----- | ---- | ----------------------------- | -------- |
| 1     | SVK  | Vala / Slucik                 | 12:15,86 |
| 2     | FRA  | Faysse / Roos                 | 12:17,37 |
| 3     | SVK  | Sutek / Grega                 | 12:19,59 |
| 4     | GER  | Dajek / Knittel (Künzell)     | 12:22,02 |
| 5     | GER  | Kennel / Müller (Mannheim)    | 12:22,51 |
| 6     | GER  | Simon / Eich (Bonn)           | 12:25,66 |
| -     | -    | -                             | -        |
| 10    | GER  | Andree / Driesch (Düsseldorf) | 12:44,43 |

#### Einer-Kajak Mannschaft
| Platz | Land | Sportler                                            | Zeit          |
| ----- | ---- | --------------------------------------------------- | ------------- |
| 1     | GER  | Markus Gickler / Axel Lehmacher / Thomas Koelmann   | 12:16,08 Min. |
| 2     | FRA  | Gilles Galliet / Michael Fargier / Philippe Graille | 12:26,95 Min. |
| 3     | ITA  | Robert Pontarollo / Cesare Mulazzi / Fabio Ceccato  |               |

#### Einer-Canadier Mannschaft
| Platz | Land | Sportler                                               | Zeit          |
| ----- | ---- | ------------------------------------------------------ | ------------- |
| 1     | ITA  | Vlado Panato / Mirko Spelli / Andrea Bernucci          | 13:28,33 Min. |
| 2     | SLO  | Promoz Sulic / Josko Kancler / Simon Hočevar           | 13:32,92 Min. |
| 3     | FRA  | Samuel Nardon / Thierry Derouineau / Jean Luc Bataille | 13:33,50 Min. |
| 4     | GER  | Schwarz / Stiefenhöfer / Libuda                        | 13:43,30 Min. |

#### Zweier-Canadier Mannschaft
| Platz | Land | Sportler                                | Zeit          |
| ----- | ---- | --------------------------------------- | ------------- |
| 1     | GER  | Dajek/Knittl, Kennel/Müller, Simon/Eich | 12:58,98 Min. |
| 2     | FRA  |                                         | 13:05,67 Min. |
| 3     | SVK  |                                         | 13:19,89 Min. |

### Frauen

#### Einer-Kajak
| Platz | Land | Sportler                     | Zeit          |
| ----- | ---- | ---------------------------- | ------------- |
| 1     | AUT  | Uschi Profanter              | 12:53,08 Min. |
| 2     | FRA  | Laurence Castet              | 12:53,46 Min. |
| 3     | GER  | Claudia Brokhoff (Rosenheim) | 12:55,06 Min. |
| -     | -    | -                            | -             |
| 6     | GER  | Vieten (Düsseldorf)          | 13:03,34 Min. |
| 7     | GER  | Mohr (Düsseldorf)            | 13:10,51 Min. |

#### Einer-Kajak Mannschaft
| Platz | Land | Sportler                                                 | Zeit     |
| ----- | ---- | -------------------------------------------------------- | -------- |
| 1     | FRA  | Laurence Castet / Myriam Le Gallo / Anne-Fleur Sautour   | 13:18,99 |
| 2     | GER  | Claudia Brockhoff / Catrin Vieten / Claudia Mohr         | 13:26,36 |
| 3     | AUT  | Ursula Profanter / Petra Schlitzer / Gabriele Hollerieth | 13:39,27 |

## Quelle
- "Ergebnisse", Sport-Bild vom 19. Juni 1996, S. 70
- Herren-Statistik Teil 1 auf www.sport-komplett.de
- Herren-Statistik Teil 2 auf www.sport-komplett.de
- Damen-Statistik auf www.sport-komplett.de